# Людоговские
Людого́вские (пол. Ludochowski) — русский дворянский род.
До революции Людоговские были внесены в родословные книги Смоленской и Московской губерний.

## История и география
Полулегендарным родоначальником является граф Мартин фон Люденгоф (1487 — ?). В настоящее время нет возможности подтвердить или опровергнуть его существование и связь с родом Людоговских.
Первое историческое лицо в роду — Мартин Людоговский (1590—1661), который, будучи подданным польской короны, получил в 1648 году от короля Владислава IV небольшое имение Бабичи в Смоленском воеводстве. Через несколько лет эти земли отошли к Русскому царству, и Людоговские стали подданными России.
С этих пор Людоговские живут на Смоленщине. Лев Фёдорович Людоговский в 1834 году переезжает с семьёй в Москву — отсюда берет начало московская ветвь рода.

## Московская ветвь рода
У Льва Фёдоровича Людоговского (1761—1838) и Александры Петровны Лайкевич (1780—1847) было шестеро детей: три дочери — Надежда (1808—1881), Вера (1810—1907) и Любовь (1814—1878) и три сына — Михаил (1815—1897), Петр (1820—1864) и Николай (1822—1907). Ни одна из дочерей замужем не была; дети Петра Львовича умерли в младенчестве; Михаил и Николай Львовичи, напротив, оставили многочисленное потомство: у Михаила Львовича было девять детей, у Николая Львовича — также девять, но трое умерли в младенчестве. Носителями фамилии в настоящее время являются правнуки Николая Львовича, Борис (р. 1945) и Адриан (р. 1954) Адриановичи Людоговские, их сыновья и внуки.

## Некоторые представители
- Фёдор Петрович Людоговский (1730—1798) — протоиерей, один из строителей и первый настоятель соборной Благовещенской церкви в Рославле, смотритель Рославльской духовной школы. Его сын:
  - Лев Фёдорович Людоговский (1761—1838) — действительный статский советник, первый директор Смоленской гимназии. Его сыновья:
    - Людоговский, Михаил Львович (1815—1897) — действительный статский советник, чиновник по особым поручениям императорской канцелярии по делам Царства Польского. Его сын:
      - Людоговский, Михаил Михайлович (1864—1935) — помещик села Глазово Можайского уезда, член Московской городской земской управы.

    - Людоговский, Николай Львович (1822—1907) — статский советник, чиновник по особым поручениям при московском генерал-губернаторе. Его сыновья:
      - Людоговский, Борис Николаевич (1882—1965) — русский офицер, в советское время бухгалтер;
      - Людоговский, Николай Николаевич (1885—1973) — русский офицер, эмигрант первой волны.
- Николай Сергеевич Людоговский (1904—1984) — староста Троицкого собора Александро-Невской лавры в Санкт-Петербурге[11], внук Н. Л. Людоговского.
- Фёдор Борисович Людоговский (род. 1976) — священник, сотрудник Института славяноведения РАН[12], публицист, праправнук Н. Л. Людоговского.

## Другие Людоговские
Известны также Людоговские, проживающие в Белоруссии. Весьма вероятно, что смоленско-московский род также имеет белорусские корни и связан родством с проживающими там носителями фамилии. Из числа белорусских Людоговских — агроном, профессор Петровской земледельческой академии Алексей Петрович Людоговский.